# Yoderite
La yoderite è un minerale.